# Втората майка
„Втората майка“ (на английски: Stepmom) е американска трагикомедия от 1998 г. на режисьора Крис Кълъмбъс, продуциран от Уенди Файнърман, Марк Радклиф и Майкъл Барнатан, а сценарият е на Джиджи Леванджи, Джеси Нелсън, Стивън Роджърс, Карън Лий Хопкинс и Рон Бас. Във филма участват Джулия Робъртс, Сюзън Сарандън, Ед Харис, Джена Малоун, Лиам Айкън и Лин Уитфийлд. Премиерата на филма е в Съединените щати на 25 декември 1998 г. от „Сони Пикчърс Релийзинг“.